# Tuilerie de Vinzel
La tuilerie de Vinzel est une ancienne tuilerie vaudoise situé sur le territoire de la commune de Bursins, en Suisse. Sa valeur patrimoniale tient notamment de la conservation de son ancien four Hoffmann. 

## Histoire
Construite en 1817, la tuilerie de Vinzel est largement modifiée en 1903 pour intégrer un four Hoffmann, premier modèle existant à fonctionnement absolument continu. En Suisse, outre Vinzel, seul le site de Cossonay a été équipé avec un tel modèle.
Alors que la tuilerie a cessé toute activité depuis 1956, les bâtiments sont inscrits comme biens culturels suisses d'importance nationale.